# Rhachis comorensis
Rhachis comorensis foi uma espécie de gastrópodes da família Cerastuidae.
Foi endémica da Mayotte.